# NGC 326
NGC 326 (również PGC 3482, UGC 601) – galaktyka eliptyczna (E), znajdująca się w gwiazdozbiorze Ryb w odległości około 444 milionów lat świetlnych. Odkrył ją Heinrich Louis d’Arrest 24 sierpnia 1865 roku. Galaktyka ta posiada dwa jądra.
NGC 326 jest radiogalaktyką w kształcie litery X. Ten kształt nadają dżety wydostające się z jądra galaktyki. W przeszłości gwałtownie zmieniły one kierunek i obecnie widoczne są zarówno stare, jak i nowe dżety. To zjawisko niektórzy astronomowie interpretują jako efekt zderzenia supermasywnych czarnych dziur, choć istnieją też inne hipotezy tłumaczące takie ustawienie dżetów w NGC 326.